# George Nkuo
George Nkuo (ur. 27 lutego 1953 w Njiniikom) – kameruński duchowny katolicki, biskup Kumbo od 2006.

## Życiorys

### Prezbiterat
Święcenia kapłańskie otrzymał 26 kwietnia 1981 i został inkardynowany do diecezji Buéa. Był m.in. sekretarzem biskupim, dyrektorem diecezjalnego kolegium w Fiango-Kumba oraz dyrektorem diecezjalnego sekretariatu ds. edukacji.

### Episkopat
8 lipca 2006 papież Benedykt XVI mianował go biskupem ordynariuszem diecezji Kumbo. Sakrę otrzymał dwa miesiące później, 8 września 2006.